# إيفا زاكس
إيفا زاكس (بالألمانية: Eva Sachs)‏ هي عالمة لغوية كلاسيكية ألمانية، ولدت في 13 أبريل 1882 في برلين في ألمانيا، وتوفيت في 1 سبتمبر 1936 في فيينا في النمسا.